# 福州戰鬥
福州戰鬥發生於1922年10月2日－13日，地點則是在中國閩東一帶。是北洋政府時期內戰之一，也是以中國南方廣州軍政府主導的第一次北伐戰事過程裡面之大型戰鬥。福州戰鬥的交戰兩方為北伐二軍許崇智、林福林、黃大偉及李厚基之史廷颺部。戰鬥結束後，北伐二軍佔領福州。

## 參见
- 中華民國北洋政府時期內戰戰鬥列表